# 59. ceremonia wręczenia nagród Emmy
59. Ceremonia wręczenia Nagród Emmy odbyła się 9 września 2007 w Shrine Auditorium w Los Angeles.  Ceremonię poprowadził amerykański dziennikarz Ryan Seacrest.

## Wyniki

### Programy
| Najlepszy Serial Dramatyczny | Najlepszy Serial Komediowy                                                                                             |
| --- | --- |
| - Rodzina Soprano - Orły z Bostonu - Chirurdzy - Herosi - Dr House                                                                                  | - Rockefeller Plaza 30 - Ekipa - Biuro - Dwóch i pół - Brzydula Betty                                                  |
| Najlepszy Miniserial | Najlepszy Film Telewizyjny                                                                                             |
| - Przerwany szlak - Prime Suspect: The Final Act - Żona wstępna                                                                                     | - Pochowaj me serce w Wounded Knee - 9/11: The Twin Towers - Longford - Młodzi gniewni. Historia Rona Clarka - Szminka |
| Najlepszy Program Komediowy | Najlepszy Program Reality-Show                                                                                         |
| - The Daily Show with Jon Stewart - Late Night with Conan O’Brien - Late Show with David Letterman - Real Time with Bill Maher - The Colbert Report | - The Amazing Race - American Idol - Dancing with the Stars (Stany Zjednoczone) - Project Runway - Top Chef            |